# Municipio de Hayes (condado de McPherson)
El municipio de Hayes (en inglés: Hayes Township) es un municipio ubicado en el condado de McPherson en el estado estadounidense de Kansas. En el año 2010 tenía una población de 277 habitantes y una densidad poblacional de 2,95 personas por km².

## Geografía
El municipio de Hayes se encuentra ubicado en las coordenadas 38°18′15″N 97°52′11″O / 38.30417, -97.86972. Según la Oficina del Censo de los Estados Unidos, el municipio tiene una superficie total de 93.75 km², de la cual 93,75 km² corresponden a tierra firme y (0 %) 0 km² es agua.

## Demografía
Según el censo de 2010, había 277 personas residiendo en el municipio de Hayes. La densidad de población era de 2,95 hab./km². De los 277 habitantes, el municipio de Hayes estaba compuesto por el 99,28 % blancos, el 0,36 % eran asiáticos y el 0,36 % eran de una mezcla de razas. Del total de la población el 0,36 % eran hispanos o latinos de cualquier raza.